# John Locke (muzikant)
John Tilden Locke (Los Angeles, 25 september 1943 - Ojai, Californië, 4 augustus 2006) was een Amerikaanse rockmuzikant.
Locke, die door zijn moeder werd geschoold als klassiek pianist, werd bekend als toetsenist van de Amerikaanse rockband Spirit. Hij was in de vroege jaren tachtig lid van de Schotse hardrockband Nazareth. De laatste jaren van zijn leven had hij een opnamestudio in Ojai.
- International Standard Name Identifier: 0000 0003 5559 9244
- MusicBrainz: 0110c685-9895-41e7-838e-2bb4f882d8d4
- Virtual International Authority File: 73145971372332331584